# Мозжарино (Зубцовский район)
Мозжарино — деревня в Зубцовском районе Тверской области. Входит в состав Вазузского сельского поселения.

## География
Находится в южной части Тверской области у юго-западной окраины районного центра города Зубцов.

## История
Деревня была отмечена еще на карте Менде (состояние местности на 1848 год). В 1859 году здесь (деревня Зубцовского уезда Тверской губернии) было учтено 24 двора.

## Население
Численность населения: 167 человек (1859 год), 49 (русские 94 %) в 2002 году, 48 в 2010.